# Domenico Berti
Pour les articles homonymes, voir Berti.
Domenico Berti (Cumiana, 17 décembre 1820 - Rome, 22 avril 1897) était un essayiste, homme politique et universitaire italien.
Il a été professeur de philosophie morale à l'université de Turin, puis d'histoire de la philosophie à l'université de Rome, où il a mené des études sur la pensée italienne à la Renaissance.
Il a été ministre de l'Instruction publique du royaume d'Italie sous les gouvernements La Marmora III et Ricasoli II et ministre de l'Agriculture, de l'Industrie et du Commerce sous les gouvernements Depretis IV et Depretis V. Il est également l'auteur d'une Vie de Giordano Bruno da Nola (Vita di Giordano Bruno da Nola), publiée à Turin par Paravia en 1868. Ses documents sont conservés à la bibliothèque d'histoire et de culture du Piémont "Giuseppe Grosso" à Turin. Le plus ancien institut magistral d'Italie, actif depuis 1848, porte son nom.

## Biographie

### Origines et éducation
Domenico Berti est né le 17 décembre 1820 à Cumiana, près de Turin, de Francesco Berti et Margherita Fontana. Il étudie au pensionnat de Carmagnola, où il est l'élève du prêtre Giovanni Antonio Rayneri (1810-1867), adepte des idées du philosophe Antonio Rosmini, puis s'inscrit à la faculté de philosophie et de philologie de l'université de Turin. Dans la capitale piémontaise, Berti suit avec un vif intérêt les enseignements de Ferrante Aporti, prêtre et pédagogue lombard, auteur d'une rénovation des structures des écoles maternelles du royaume de Lombardie-Vénétie. À Turin, Berti affine également sa pensée politique, en collaborant aux revues de Lorenzo Valerio (Letture Popolari et Letture di famiglia) et en se liant d'amitié avec les représentants du modérantisme piémontais, comme Cesare Alfieri, Carlo Boncompagni et Luigi Cibrario.
Après avoir obtenu sa licence, Domenico Berti se bat pour le renouvellement des institutions éducatives piémontaises sur le modèle d'Aporti, si bien que lorsque la première école de méthode dirigée par Aporti est créée à l'université de Turin en 1844, Berti en est le premier élève, diplômé deux ans plus tard. En septembre 1847, il devient maître de l'école de méthode de Novare, tandis qu'en juillet 1847, il est transféré à Casale Monferrato, avant de se rendre à Turin en octobre, où il reste deux ans. Le fruit de ces années d'enseignement est publié en 1849, sous le titre Del metodo applicato all'insegnamento elementare (De la méthode appliquée à l'enseignement élémentaire), où il exprime l'idée que la conscience nationale doit être le fondement de la conquête de la connaissance personnelle par l'élève.

### Carrière politique et universitaire
À la veille de l'octroi du Statut albertin (Statuto Albertino), Berti prend part au débat politique de l'époque, rejoignant le groupe plus radical et démocratique de Valerio, collaborant à son journal la Concordia, et rejetant l'offre de Camillo Cavour de participer à la rédaction de son propre journal, le Risorgimento. Après l'octroi de la Constitution et la mise en place du premier ministère libéral, présidé par Cesare Balbo, Berti fait partie de la commission ministérielle chargée de réorganiser les collèges et universités nationaux après l'expulsion des jésuites. Entre-temps, l'homme politique piémontais se sépare progressivement de Valerio pour ses positions de plus en plus radicales, quittant la rédaction de Concordia et fondant un journal d'inspiration giobertienne, Democrazia italiana, qui sera de courte durée. En 1849, après le désastre de Novare et l'échec de la politique néo-guelfe de Vincenzo Gioberti, il rejoint les groupes libéraux modérés, collaborant avec les journaux Opinione et Risorgimento, pour défendre les libertés statutaires contre les excès démagogiques de la démocratie. En octobre de la même année, Berti devient professeur de philosophie morale à l'université de Turin : à partir de ce poste, il entame une série de recherches sur les principaux penseurs italiens des XVIIe et XVIIIe siècles, dans le but de tracer une histoire de la pensée philosophique italienne depuis saint Thomas d'Aquin jusqu'aux temps modernes. Les résultats de ces études seront deux biographies sur Giordano Bruno (Turin, 1858) et Giovanni Pico della Mirandola (Turin, 1859), tandis qu'il ne néglige pas ses travaux sur l'éducation scolaire, avec les ouvrages Delle scuole primarie in Piemonte (Écoles primaires dans le Piémont - Turin, 1852) et Alcune notizie intorno alla pubblica istruzione negli Stati Sardi (Quelques nouvelles de l'enseignement public dans les États sardes), publiés dans le Manuale del cittadino la même année. En outre, il a fondé avec Alfieri, Terenzio Mamiani et Pasquale Stanislao Mancini la Libreria metodica per l'istruzione ed educazione gratuita del popolo (la bibliothèque méthodique pour l'éducation libre et l'instruction du peuple).
Le 15 décembre 1850, Domenico Berti est élu député à la Chambre subalpine dans la circonscription de Savigliano : en tant qu'homme politique, il soutient l'union entre Cavour et Urbano Rattazzi afin de recomposer les forces modérées de droite et de gauche. Cependant, il a par la suite vivement critiqué certains choix ministériels de Cavour en matière d'enseignement scolaire, comme la réforme de 1856 proposée par le ministre de l'éducation Giovanni Lanza, qui prévoyait la scolarisation obligatoire et le contrôle du gouvernement sur la nomination et le licenciement des enseignants. Berti critique cette dernière réglementation, estimant qu'il s'agit d'une ingérence indue de l'État dans la vie morale du pays ; c'est peut-être aussi pour cette raison qu'il se sépare du syndicat et rejoint une formation de centre-droit proche d'Alfieri et soutenue par le journal L'Indipendente. Cette force politique est cependant battue lors des élections générales de novembre 1857, et Berti perd donc son siège de député, mais revient à la Chambre lors des élections de la VIIe législature du royaume de Sardaigne (2 avril-17 décembre 1860). À cette occasion, il s'est abstenu de voter pour la cession de Nice et de la Savoie à la France.
Nommé membre du Conseil d'État, Domenico Berti renonce le 17 novembre 1861 à son poste de professeur, conservant le titre de professeur honoraire de l'université de Turin. Plus tard, dans le gouvernement Rattazzi I, il devient secrétaire général du ministère de l'agriculture et du commerce. Opposé à la convention de septembre entre l'Italie et la France, qui prévoit le transfert de la capitale de Turin à Florence, Berti adhère à l'Associazione Permanente (Association permanente), le groupement parlementaire qui réunit tous les députés piémontais opposés au transfert de la capitale, à moins que ce ne soit Rome. En 1865, Berti devient ministre de l'éducation dans le gouvernement La Marmora II, poste qu'il occupe également sous son successeur Bettino Ricasoli, jusqu'au 17 février 1867. À ce poste ministériel, il a établi des rapports sur les progrès des différents secteurs de l'enseignement public, a lutté contre l'analphabétisme des adultes et a créé les premières bibliothèques pédagogiques à l'usage des enseignants.
Après la chute du ministère Ricasoli, Berti collabore avec la Nuova Antologia, où il publie en feuilleton, de février à décembre 1867, l'ouvrage Vita di Giordano Bruno, qui sera ensuite publié en un seul volume à Turin l'année suivante. Après la brèche de Porta Pia (Breccia di Porta Pia), en 1871, le député italien soutient au Parlement l'approbation de la loi des Garanties, qui devait rembourser le pape pour la perte du pouvoir temporel, tandis qu'il vote en faveur, en 1873, de la loi pour la suppression des corporations religieuses du Latium.
Entre-temps, en octobre 1872, il devient professeur de philosophie et doyen de la Faculté des Lettres de l'Université de Rome, poste qu'il occupera jusqu'en 1875. En cette qualité, en 1873, il organise la commémoration du 400e anniversaire de la naissance de Copernic, pour laquelle il organise une série d'études et de conférences à partir desquelles il recueille du matériel et des notes pour son ouvrage sur l'illustre astronome, intitulé titolo Copernico e le vicende del sistema copernicano in Italia nella seconda metà del sec. XVI e nella prima del XVII, con doc. inediti intorno a G. Bruno e G. Galile (Copernic et les événements du système copernicien en Italie dans la seconde moitié du XVIe siècle et la première moitié du XVIIe siècle, avec des documents inédits sur G. Bruno et G. Galilei), publié à Rome en 1876.

### Ses dernières années et sa mort
En 1877, avec l'arrivée de la Sinistra storica (gauche historique) au pouvoir, il soutient ouvertement la politique de son chef Agostino Depretis, prononçant le 5 juillet 1880 un discours en faveur de l'abolition de l'impôt sur les meules. Par conséquent, en 1881, après la chute du gouvernement Cairoli II, Depretis, afin de gagner le soutien de la députation piémontaise, choisit Berti comme ministre de l'Agriculture, de l'Industrie et du Commerce, le confirmant dans son prochain cabinet. En tant que ministre, il a fait passer de nombreux projets de réforme sociale qui devaient être approuvés depuis longtemps : la création d'un fonds d'indemnisation des travailleurs, d'un fonds de pension de vieillesse, la réglementation des grèves et la reconnaissance légale des sociétés d'aide mutuelle. La ferme opposition que ces mesures suscitent à la Chambre conduit toutefois Depretis, le 30 mars 1884, à remplacer Berti par Bernardino Grimaldi. Élu vice-président de la Chambre le 1er décembre 1884, Berti se désintéresse toutefois progressivement des affaires politiques ; finalement, après être devenu secrétaire de l'ordre des Saints-Maurice-et-Lazare et chancelier de l'ordre de la Couronne d'Italie, il se voit accorder le titre de sénateur par le roi Umberto Ier le 18 janvier 1895. Il est mort à Rome le 22 avril 1897 à l'âge de 76 ans.
Une partie de ses archives est conservée à la bibliothèque d'histoire et de culture du Piémont "Giuseppe Grosso", à Turin.

## Travaux littéraires
- (it) Il giovane Camillo conte di Cavour (Le jeune Camillo comte de Cavour), C. Voghera, 1886.

## Source
- (it) Cet article est partiellement ou en totalité issu de l’article de Wikipédia en italien intitulé « Domenico Berti » (voir la liste des auteurs).